# Bradypophila garbei
Bradypophila garbei är en fjärilsart som beskrevs av Ihering 1913. Bradypophila garbei ingår i släktet Bradypophila och familjen mott. Inga underarter finns listade i Catalogue of Life.